# Jorgos Wasiliu
Jorgos Wasiliu, gr. Γιώργος Βασιλείου (ur. 20 maja 1931 w Famaguście) – cypryjski przedsiębiorca i polityk, w latach 1988–1993 prezydent Cypru.

## Życiorys
Urodził się w rodzinie działacza komunistycznej partii AKEL. Ukończył szkołę średnią na Cyprze. Studiował medycynę w Genewie i Wiedniu, a następnie ekonomię w Budapeszcie, gdzie doktoryzował się w 1958. Był pracownikiem naukowym Węgierskiej Akademii Nauk. Na początku lat 60. kształcił się w zakresie marketingu w Londynie. Po powrocie na Cypr założył przedsiębiorstwo MEMRB, działające w branży marketingowej i konsultingowej w Europie Wschodniej i na Bliskim Wschodzie. Działał jednocześnie w różnych organizacjach gospodarczych i instytucjach doradczych.
W 1983 był wymieniany jako kandydat ugrupowań lewicowych na prezydenta, ostatecznie AKEL porozumiał się z urzędującym prezydentem Spirosem Kiprianu. Jorgos Wasiliu wystartował w wyborach w 1988 jako niezależny z poparciem komunistów. Zwyciężył w tych wyborach, pokonując w drugiej turze głosowania Glafkosa Kliridisa z wynikiem 51,6% głosów.
W 1993 bez powodzenia ubiegał się o reelekcję. Wygrał pierwszą turę głosowania, jednak w drugiej z wynikiem 49,7% głosów uległ Glafkosowi Kliridisowi. Bez powodzenia ubiegał się również o prezydenturę w 1998, przegrywając w pierwszej turze.
W międzyczasie powrócił do kierowania swoim przedsiębiorstwem. W 1993 założył nowe ugrupowanie, na bazie którego powstali Zjednoczeni Demokraci. Partii tej przewodniczył do 2005. W 1996 został wybrany na posła do Izby Reprezentantów. Od 1998 był głównym negocjatorem warunków akcesji Cypru do Unii Europejskiej.
Żonaty z polityk Andrulą Wasiliu.